# ミハイル・マリーニン
ミハイル・セルゲーエヴィチ・マリーニン（ロシア語: Михаил Сергеевич Малинин、1899年12月16日（12月28日） - 1960年1月24日）は、ソビエト連邦の軍人。上級大将。ソ連邦英雄。

## 経歴
ポルチノ村（現コストロム州アントロポフスキー地区）出身。
1919年から赤軍。狙撃連隊の兵卒として、キシニョフ及びコストロム郡の反革命勢力の鎮圧に参加した。1922年、第2モスクワ歩兵学校、1923年、中級指揮要員課程を修了。1922年～1928年、モスクワ軍管区に勤務し、小隊長、中隊長補佐、連隊学校長、大隊長を歴任した。1931年、M.V.フルンゼ名称軍事アカデミーを卒業し、ウクライナ軍管区の連隊参謀長、師団参謀部班長、機械化軍団科長を務めた。1931年から共産党員。1933年、労農赤軍自動車化・機械化アカデミー附属学術課程を修了。1933年～1937年、ザバイカル軍管区において、独立機械化旅団参謀長、管区参謀部科長、機械化旅団長を務めた。1938年、レニングラードの装甲戦車指揮要員完全化課程の講師、先任講師、戦術部門長。1939年～1940年の冬戦争に参加し、軍参謀部作戦科長、軍後方担当参謀次長を務めた。1940年、機械化軍団参謀長。
独ソ戦時、第16軍参謀長（1941年～1942年）、ブリャンスク戦線、ドン戦線、中央戦線、白ロシア戦線、第1白ロシア戦線の参謀長。モスクワの戦い、スターリングラード攻防戦、クルスクの戦い、白ロシア、ワルシャワ・ポズナン、東ポメラニア、ベルリンの戦いに参加した。
戦後、1945年～1948年、駐独ソビエト軍集団副総司令官。1948年～1950年、地上軍参謀総長/副総司令官。1950年、ソビエト連邦軍第一副監察総監、監察総監。1952年～1960年、ソ連軍参謀第一次長。
第3期、第4期ソビエト連邦最高会議代議員。1952年～1956年、ソビエト連邦共産党中央委員会委員候補、1956年～1960年、ソビエト連邦共産党中央監査委員会委員。

## パーソナル
ソ連邦英雄（1945年5月29日）。レーニン勲章4個、赤旗勲章3個、一等スヴォーロフ勲章2個、一等クトゥーゾフ勲章2個、二等スヴォーロフ勲章、赤星勲章を受章。